# Cerdedo
Cerdedo ist ein Ort und eine ehemalige Gemeinde (Freguesia) im portugiesischen Kreis Boticas. Die Gemeinde hatte 141 Einwohner (Stand 30. Juni 2011).
Am 29. September 2013 wurden die Gemeinden Cerdedo und Alturas do Barroso zur neuen Gemeinde Alturas do Barroso e Cerdedo zusammengeschlossen.